# Casa Clapés (Granollers)
Casa Clapés és una obra del municipi de Granollers (Vallès Oriental) protegida com a bé cultural d'interès local.

## Descripció
Edifici entre mitgeres reformat el 1904, té una planta baixa i tres pisos, amb façana composta simètricament i capcer curvilini. Aquest darrer inclou una grandiosa i exagerada composició ornamental amb cintes, florons, rajoles i botons en relleu amb reflexos metàl·lics d'una gran qualitat. Els forjats tipus "cop de fuet", molt característic de la primera etapa de Raspall, plena d'imaginació i exuberància.
Forma part de la Ruta Modernista de Granollers.

## Història
Situada a la plaça Porxada, està a un espai públic principal de Granollers, escenari del tradicional mercat dels dijous. Al seu entorn hi ha edificis renaixentistes, per la qual cosa representa una variant visual junt amb l'Ajuntament, també molt important a la plaça.
Pertany a la xarxa de construccions de finals del segle xix i començaments del XX, època d'una gran activitat constructiva a Granollers i al Vallès Oriental, on la burgesia es decantà pel decorativisme i la imaginació que presentava el modernisme.